# Kloster Szentgotthárd
Das Kloster Szentgotthárd (ungarisch Szentgotthárdi ciszterci apátság, lateinisch Abbatia Sancti Gotthardi, deutsch Kloster Sankt Gotthard) ist eine ehemalige Zisterzienserabtei in der Stadt Szentgotthárd im Komitat Vas im Westen Ungarns. Es liegt einen Kilometer südlich der Grenze zu Österreich und neun Kilometer nördlich der Grenze zu Slowenien.

## Geschichte

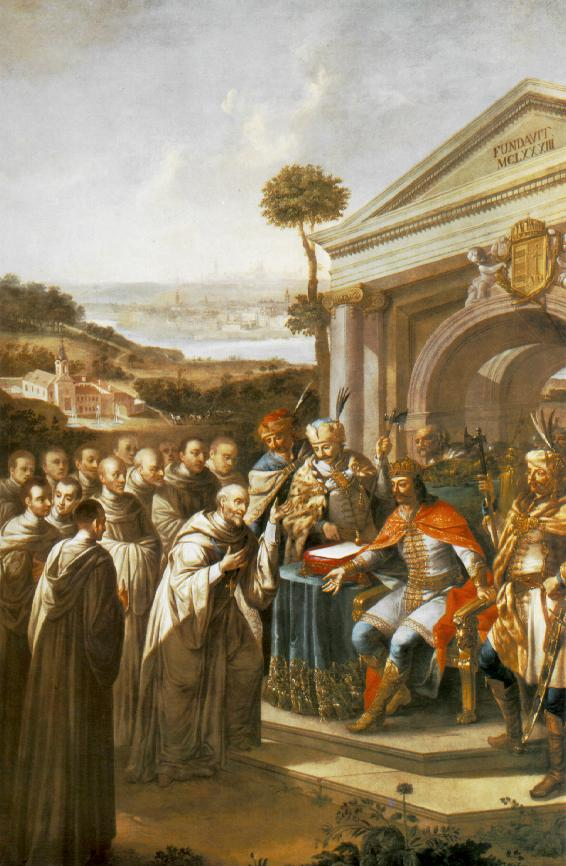
König Béla III. gründet die Klosterkirche in Szentgotthárd. (Gemälde von István Dorffmaister)

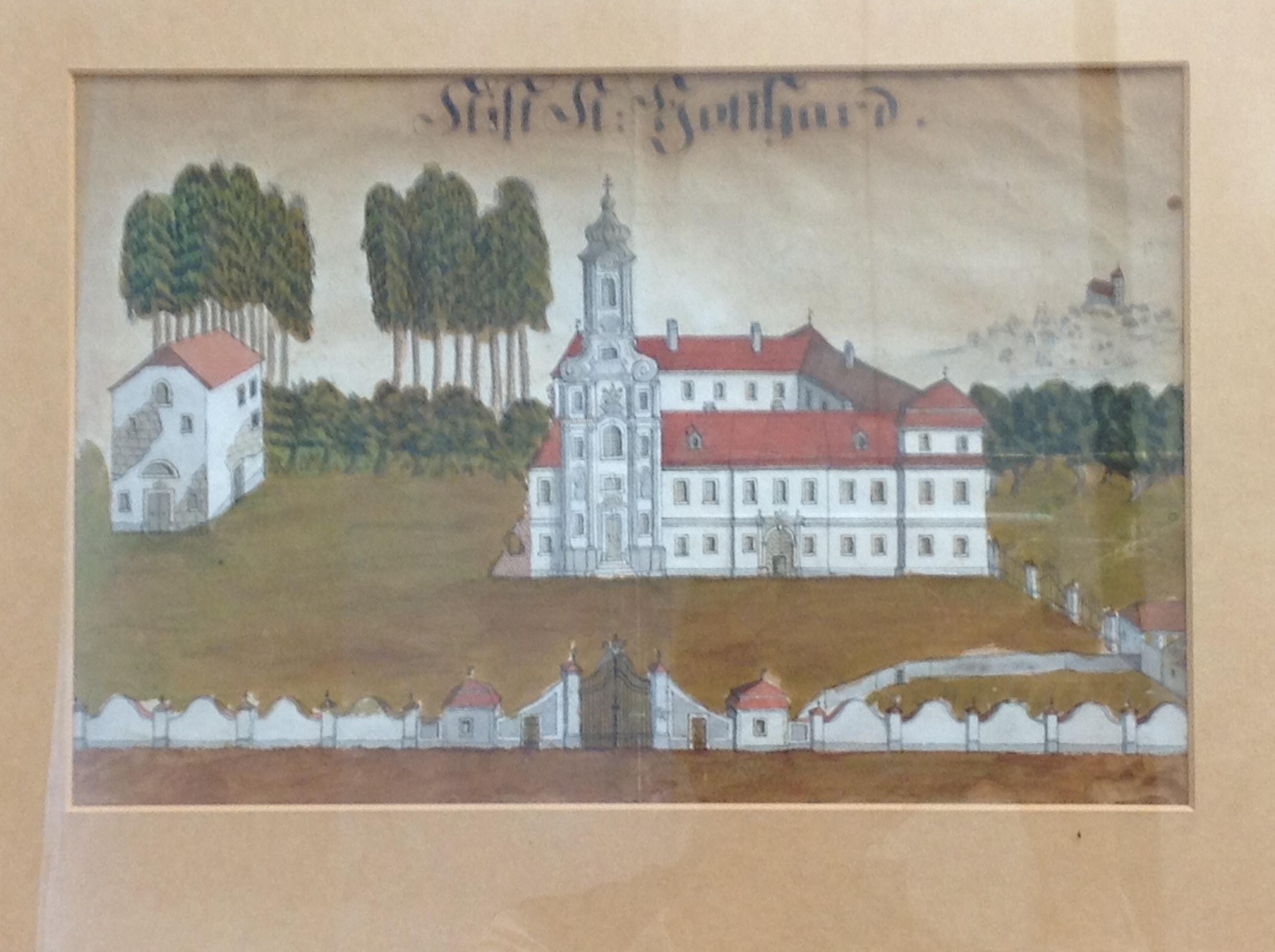
Das Stift Szentgotthárd in einer Darstellung des 18. Jahrhunderts

Das Kloster wurde 1183 von König Béla III. gestiftet. Als Tochterkloster der Abtei Trois-Fontaines gehörte es der Filiation der Primarabtei Clairvaux an. 1198 schenkte ein Pfarrer aus Güssing dem Kloster einen Weingarten in Heiligenbrunn. Die mittelalterliche Anlage des 1532 aufgehobenen Klosters wurde 1605 durch den österreichischen Hauptmann Wolfgang von Tieffenbach gesprengt.
Der Großteil der ehemaligen klösterlichen Wirtschaftsbetriebe wurde seit 1702 von der Gesellschaft Jesu verwaltet. Einnahmequellen kamen, wie während der gesamten Frühen Neuzeit, aus Mauteinnahmen, Wein- und Ackerbau und der Tabakwirtschaft. 1732 wurde dem Stift Heiligenkreuz vom Generalabt das Paternitätsrecht über St. Gotthard übertragen; bis dahin lag das Kloster in der Filiation der steiermärkischen Abtei Rein. Der Kauf war ein besonderes Anliegen des Heiligenkreuzer Abtes Robert Leeb. Insgesamt nahm das Stift Heiligenkreuz 55.000 fl. in Schulden auf sich, eine Belastung für ein halbes Jahrhundert, um das Kloster nach 169-jähriger Trennung wieder zisterziensisch zu machen.
Da zu dieser Zeit viele ungarische Klöster noch von der Osmanenokkupation verwüstet waren, ließen sich mehrere Stifte aus Österreich dafür gewinnen, Klosteranlagen zu kaufen und wieder in Stand zu setzen. Es gab ähnliche ungarisch-österreichische klösterliche Besitzverhältnisse im Kloster Telki, das seit 1700 dem Wiener Schottenstift gehörte, und Zalavár, das seit 1715 Göttweig gehörte.

## Grundherrschaft und Pfarrseelsorge
Zum Stift Szentgotthárd gehörten 1734 die Pfarren Markl (ung. Rábakethely), Mogersdorf und Jennersdorf. 1788 kamen die neuen Pfarren Maria Bild am Weichselbaum, Stephansdorf (ung. Apátistvánfalva) und St. Ruprecht (ung. Rábagyarmat) dazu; sie wurden teils von Zisterziensern betreut, teils von Diözesanpriestern.

## Trennung von Heiligenkreuz (1878)

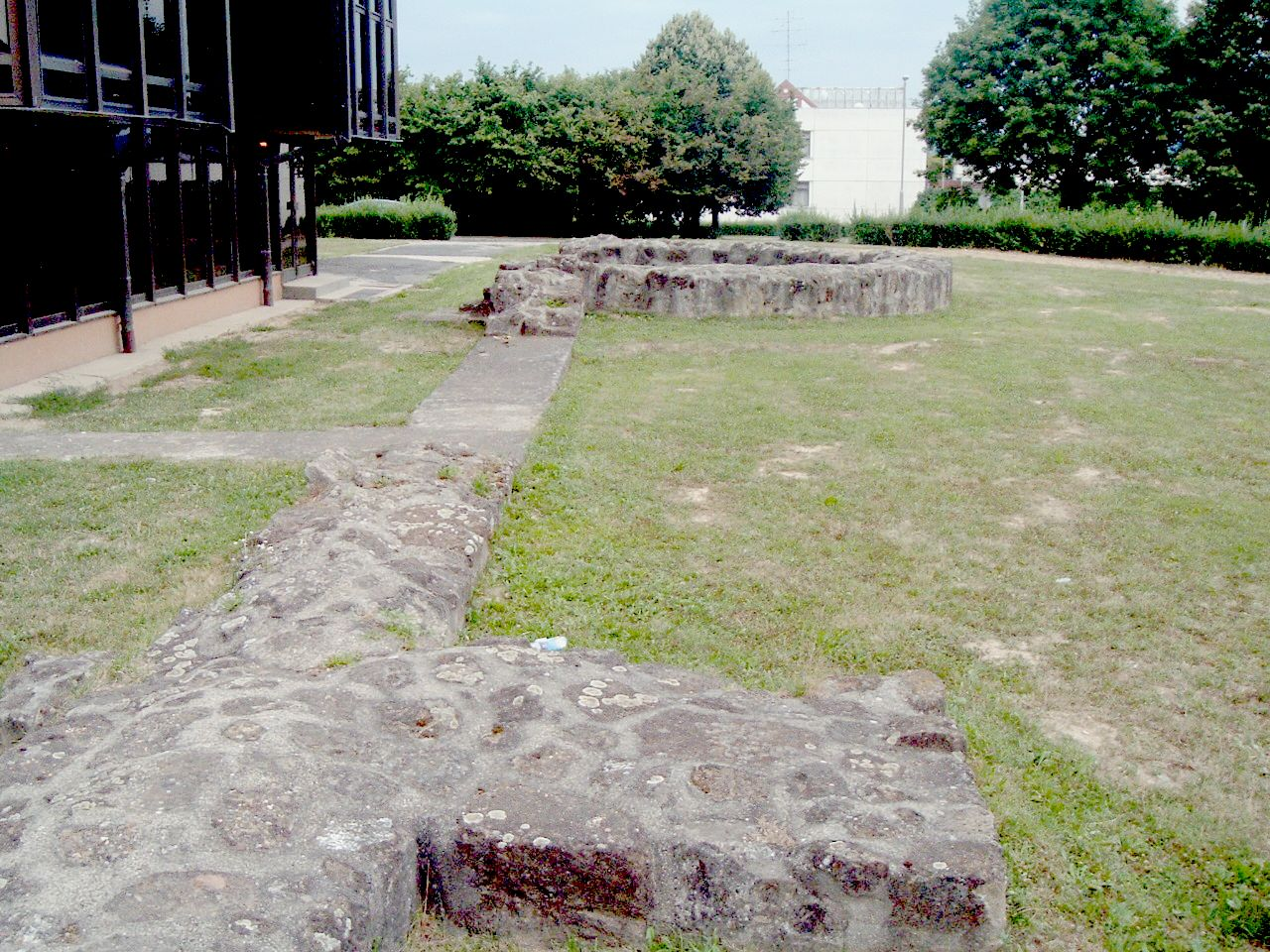
Fundamente des mittelalterlichen Klosters

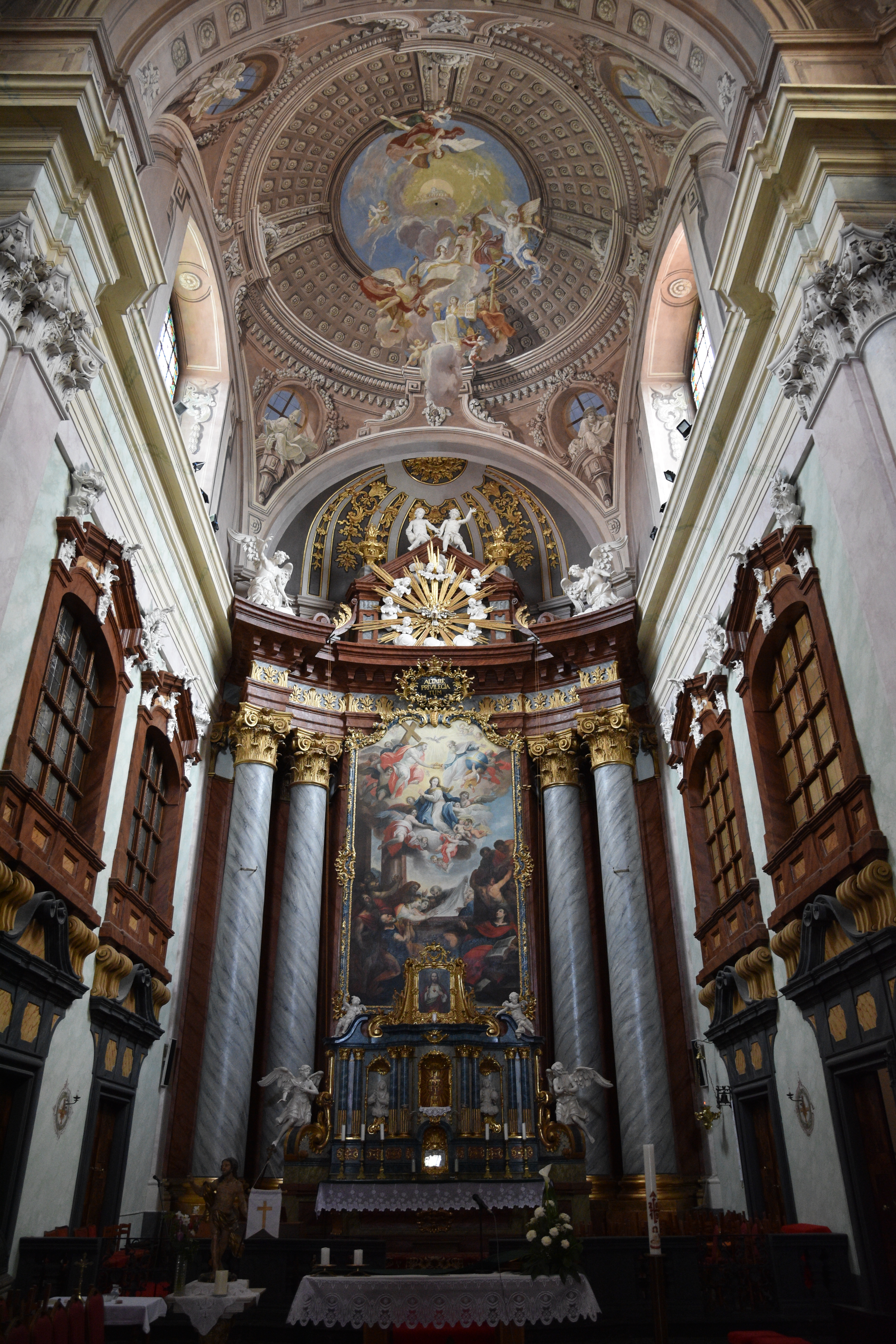
Der Altarraum der Klosterkirche

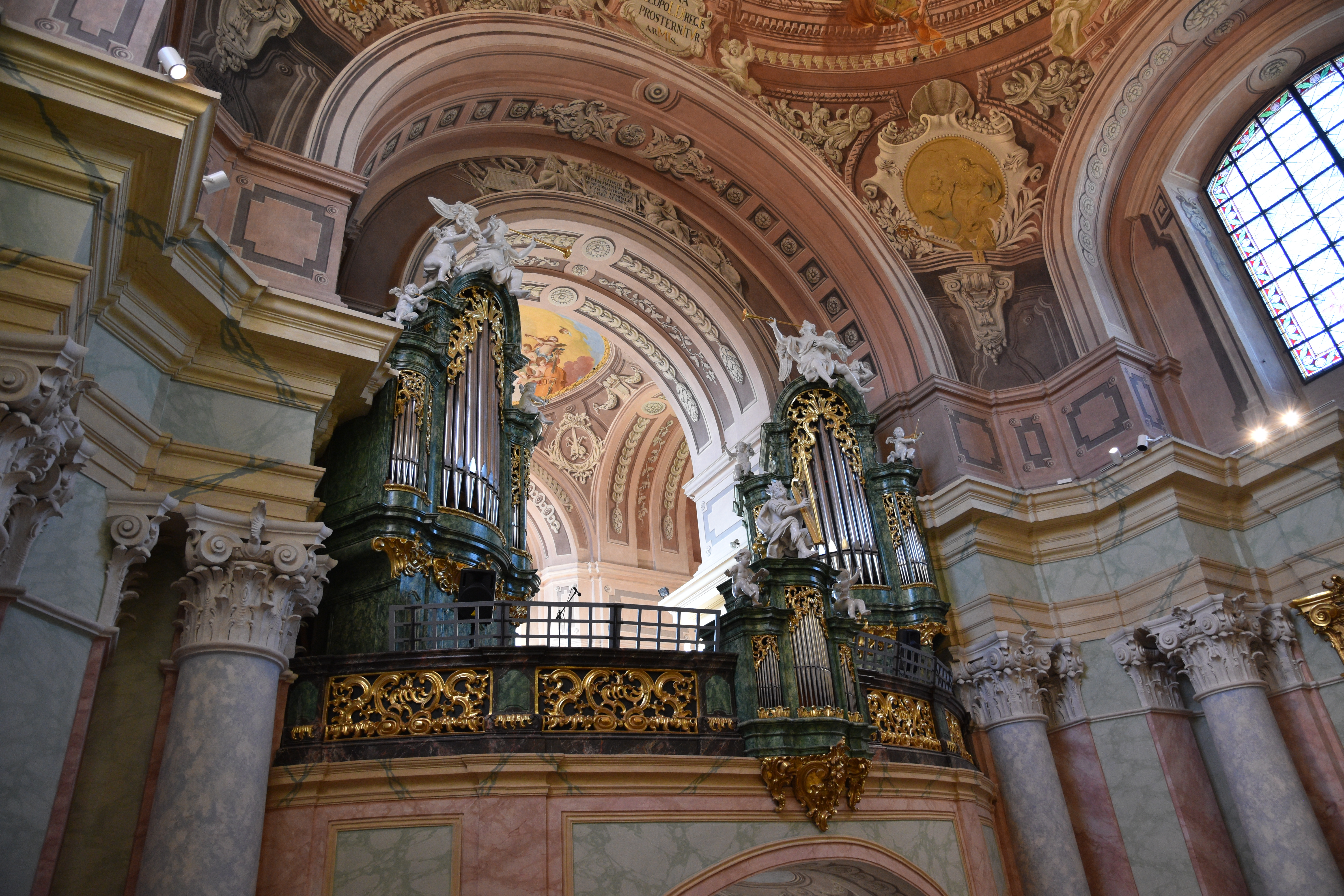
Die Orgel der Zisterzienserkirche

Die Lage änderte sich um 1820, als in Ungarn ein nationales Selbstverständnis aufkam und die Abhängigkeit der Untertanen von ausländischen Gutsbesitzern als Zumutung empfunden wurde. 1825 forderte die ungarische Regierung die Trennung der Abtei Szentgotthárd von Heiligenkreuz.
Nach dem Tod des Heiligenkreuzer Abts Edmund Komáromy 1877 erlaubte die ungarische Regierung nicht, dass ein österreichischer Staatsbürger als Vorsteher des „ungarischen“ Klosters nachfolgte. Ironischerweise war Heiligenkreuz damals gar nicht so österreichisch: Seit 1824 wurde das Stift im Wienerwald ununterbrochen von ungarischgebürtigen Äbten regiert. 1878 erfolgte die Übergabe von Szentgotthárd an die ungarische Zisterzienserabtei Zirc. Alle Heiligenkreuzer Konventualen hatten die freie Wahl, dem Zircer Konvent beizutreten. Zwei entschieden sich dafür.
Im Zuge der kommunistischen Klosterauflösungen in Ungarn wurde auch das Kloster Szentgotthárd 1950 aufgelöst.

## Bauten und Anlage
Architekt der barocken Klosterkirche war Franz Anton Pilgram aus Wien; im Jahr 1784 kamen Fresken von Stephan Dorfmeister hinzu.